# Društveni plesovi
Društveni plesovi se uglavnom plešu u paru. To su menuet, tango, rock n roll, salsa, mambo, paso doble, cha cha cha, valcer, polka... Trenutno su vrlo popularni Latino-američki plesovi. Mnogi uzimaju tečajeve da bi u svoj život unijeli malo latino ritma. No još uvijek nisu popularniji od valcera koji je već stoljećima omiljen na svadbama!
Društveni plesovi stoljećima su omiljeni način društvene zabave. Stariji društveni plesovi zahtijevali su učenje koraka i pokreta, a plesna vještina bila je dio kulturnog ponašanja i društvenog statusa. Za dobro obrazovanog čovjeka nepoznavanje plesa bilo je ravno nepismenosti.
Ples najčešće prati instrumentalna glazba, nešto rjeđe vokalno-instrumentalna. Na svim društvenim plesovima obavezno su svirali glazbenici. Tek od 20. st., nakon izuma radija i gramofona, može se plesati bez prisutnosti izvođača.
Za izvođenje plesne glazbe važan je jasno naglašen glazbeni puls i pravilna metrika. Svaki društveni ples ima karakterističan tempo, ritam i glazbeni metar čime se lakše prepoznaje slušanje glazbe.